# Dynamit (1929)
Dynamit (Originaltitel: Dynamite) ist ein US-amerikanisches Filmdrama aus dem Jahr 1929 von Cecil B. DeMille.

## Handlung
Der Bergmann Hagon Derk ist des Mordes für schuldig befunden und zum Tode durch den Strang verurteilt. Seine einzige Sorge gilt seiner Schwester Katie, die nun alleine bleibt. Cynthia Crothers hingegen muss, um an ihr Millionenerbe zu kommen, den Willen ihres Großvaters erfüllen und heiraten, bevor sie 23 wird. Sie liebt Roger Towne, der jedoch mit Marcia verheiratet ist. Marcia, die eine Affäre mit dem Bergmann Marco hat, will sich nur scheiden lassen, wenn ihr Roger 100.000 Dollar zahlt.
Hagon, der für Katie sorgen will, bietet in einer Zeitungsanzeige seinen Körper für 10.000 Dollar an. Cynthia liest die Anzeige und besucht Hagon. Sie bietet ihm das Geld an, wenn er sie heiratet. Hagon akzeptiert. Minuten vor seiner Hinrichtung wird der richtige Mörder gefunden. Bei einer Schießerei wird dieser tödlich verletzt, gesteht aber vorher den Mord, für den Hagon verurteilt wurde. Hagon wird freigelassen. Als Hagon Cynthia aufsucht, ist diese bestürzt. Bei einer Party belauscht Hagon seine Frau und erfährt von dem Handel, den sie mit Marcia ausgehandelt hat. Er informiert Roger, dass Marcia einen Scheck über 25.000 Dollar als Anzahlung in Besitz hat. Roger zerreißt den Scheck und will sich von Cynthia trennen, wenn sie für ihn bezahlen sollte. Auch Hagon verzichtet auf das ihm versprochene Geld.
Cynthias Anwälte sehen keine andere Möglichkeit, als dass sie mit Hagon als Ehepaar zusammenleben muss, um an ihr Geld zu kommen. Also zieht Cynthia in die Bergarbeiterstadt. Hagon weigert sich, in Cynthias Appartement zu ziehen, also bleibt ihr nichts anderes übrig, als ihr Leben als Hausfrau zu fristen. Cynthias Erfahrungen in der Hausarbeit sind gering, Katie hilft ihr heimlich. Als Cynthia Hagon dennoch von Katies Hilfe erzählt, ist Hagon von ihrer ersten ehrenwerten Tat berührt. Als am nächsten Morgen Cynthia Zeuge eines Verkehrsunfalls wird, bei dem ein Junge schwer verletzt wird, erfährt sie, dass der Junge so schnell wie möglich zu einem Hirnspezialisten gebracht werden muss. Cynthia holt ihren auffälligen Wagen, den sie auf Hagons Anweisung in einer Laube versteckt hat, um Aufsehen zu vermeiden, und holt den Hirnspezialisten in das Städtchen. Der Arzt kann den Jungen retten.
Hagon kommt von der Arbeit zurück und sieht die aufgebrochene Tür der Laube. Zudem erfährt er, dass Cynthia 2.000 Dollar von der Bank abgehoben hat, mit denen sie den Arzt bezahlt hat, was Hagon nicht weiß. Er glaubt, dass sie genug von dem Leben als Hausfrau hat und zu Roger zurückgekehrt sei. Hagon stellt Cynthia zur Rede, doch sie fühlt sich entmutigt und ruft Roger an. Erst die Mutter des Jungen klärt Hagon über die Geschehnisse und Cynthias gute Tat auf.
Roger besucht Cynthia und will auch mit Hagon vor seiner Abreise sprechen. Cynthia und Roger gehen in die Mine, um ihn aufzusuchen. Der Stollen hinter ihnen bricht zusammen, die drei sind in einer kleinen Höhle gefangen, die zu wenig Luft enthält, um auf Rettung von außen zu warten. Man muss mit einer Stange Dynamit eine Wand aufsprengen. Wer von den beiden Männern das machen soll, bestimmt das Los. Ein Münzenwurf bestimmt, dass Roger die Stange Dynamit in die Wand schlagen und entzünden soll. Doch Hagon reißt Roger den Hammer aus der Hand. Cynthia flüstert Roger etwas ins Ohr, daraufhin sagt Roger Hagon, dass Cynthia ihm etwas sagen müsse. Hagon geht zu Cynthia, die ihm gesteht ihm, ihn zu lieben. Da die beiden nicht mehr im Weg sind, kann Roger das Dynamit in die Wand schlagen und zur Explosion bringen, die ihn selber tötet.

## Kritik
Mordaunt Hall von der New York Times beschrieb den Film als erstaunliche Mischung: Gekünsteltheit wetteifert mit Realismus und Komödie folgt grimmiger Melodramatik. Zwar könne der Film das Interesse der Zuschauer die meiste Zeit halten, doch zum Ende hin werde er zu einer bizarren Belanglosigkeit.

## Auszeichnungen
Bei der zweiten Oscarverleihung 1930 wurde Mitchell Leisen, später selber Regisseur, für den Oscar in der Kategorie Bestes Szenenbild nominiert.

## Hintergrund
Die Uraufführung fand am 13. Dezember 1929 statt. In Deutschland und der Tschechoslowakei startete der Film im Herbst 1930 und in Österreich im Mai 1931.
Für Cecil B. DeMille war der Film der erste komplette Tonfilm und der erste von drei Filmen, die er für das Studio MGM drehte.
In Nebenrollen sind u. a. Leslie Fenton und Randolph Scott zu sehen. Für die Ausstattung sorgte nicht nur der für den Oscar nominierte Mitchell Leisen, der auch die Funktion des Regieassistenten ausübte, auch Cedric Gibbons arbeitete an diesem Film mit. Leisen unterlag seinem Partner Gibbons, der den Oscar für The Bridges of San Luis Rey erhielt. Die Kostüme stammten von Gilbert Adrian. Ton-Ingenieur war Douglas Shearer.
Der Song How Am I to Know wurde von Jack King komponiert, den Text schrieb die Schriftstellerin Dorothy Parker. Weitere Musikstücke im Film stammten von Herbert Stothart.
Im Film wird ein Sportfest gezeigt, bei dem die damals noch recht neuen Rhönräder gezeigt werden und bei einem Rhönrad-Rennen für Damen wird Cynthia Crothers Siegerin.